# 白山書房
白山書房（はくさんしょぼう）は、かつて東京都八王子市高尾町に本社を置いていた出版社。

## 概要
1979年創業の出版社。主に登山関係の雑誌、ガイドブックなどを発行していたが、2024年8月をもって廃業、解散した。

## 雑誌
- 『山の本』（1992-）季刊誌[1]。2022年冬号までで、通巻122号。
- 『渓流』『Fall Number』（1979-1986）渓流の名で創刊し、1982年からFall Numberに改名。全36号[2][3]。
- 『クライミングジャーナル』（1982-1991）全53号[4]。

## 書籍
- 関根幸次、柏瀬祐之、岩崎元郎『日本百名谷』（1983年）[5]